# Aleksandrowskoje (obwód swierdłowski)
Aleksandrowskoje (ros. Александровское) – wieś (sieło) w Rosji, w obwodzie swierdłowskim, w rejonie krasnoufimskim. W 2010 liczyła 459 mieszkańców.